# Zita Küng

Zita Küng (1987)

Zita Küng (* 1954 in Zürich) ist eine Schweizer Juristin, Organisationsberaterin und Frauenrechtsaktivistin. Von 1990 bis 1996 war sie eine der beiden Leiterinnen des «Büros für die Gleichstellung von Frau und Mann» der Stadt Zürich. Seit 1999 berät Küng Unternehmen und Organisationen mit dem Fokus auf Geschlechterfragen, Personalführung und Produktentwicklung. Sie ist nach wie vor in der Schweiz feministisch aktiv und gehört bis heute zu den bekanntesten Feministinnen des Landes.

## Leben
Zita Küng wurde in Zürich geboren und wuchs in Seebach auf. Zunächst absolvierte sie eine Ausbildung zur Primarlehrerin am Lehrerinnenseminar, anschliessend studierte sie Gesang am Berner Konservatorium. 1982 begann Küng an der Universität Zürich Jura zu studieren, das Studium schloss sie 1987 ab. Küng arbeitete zunächst am Bezirksgericht Dielsdorf.

### Politisches Engagement
Küng politisierte sich nach eigenen Angaben im Zuge der 1968er-Proteste, für die in der Schweiz damals viele Frauen auf die Strassen gingen. So war sie 1977 Gründungsmitglied der Organisation für die Sache der Frau (OFRA) und 1979–1981 deren nationale Sekretärin. Für die linken Progressiven Organisationen der Schweiz (POCH) und die Gruppe «Frauen macht Politik!» war sie 1983–1987 als Kantonsrätin im Kantonsrat Zürich tätig. Sie war aktiv in der Gewerkschaft Bau und Holz und «aktive Figur der Streikorganisation in Zürich» laut einem Bericht zum Frauenstreik 1991.

### Berufliche Karriere
Nach einer Volksabstimmung in der Stadt Zürich, bei der mehr als zwei Drittel des Stimmvolks für die «Förderung der Gleichstellung von Mann und Frau» stimmten, richtete die Stadt das sogenannte «Büro für die Gleichstellung von Frau und Mann» ein. Neben Küng hatte sich auch Linda Mantovani Vögeli beworben, Stadtpräsident Josef Estermann (SP) berief beide zu Leiterinnen der Fachstelle. Im Rahmen dieser Arbeit, die Küng von 1990 bis 1996 ausübte, führte sie zahlreiche Kampagnen und Sensibilisierungsaktionen durch, unter anderem mit der Kampagne «Männergewalt macht keine Männer» bei der städtischen Polizei, wo es um die Änderung des Einsatzdispositivs bei häuslicher Gewalt ging, oder an allen Zürcher Schulen im Hinblick auf weniger stereotype erste Berufswahl. Auch griff das Büro unter ihrer Ägide erstmals in der Schweiz die sexuelle Belästigung am Arbeitsplatz auf.
Nach ihrer Tätigkeit bei der Stadt Zürich wechselte Küng zur Gewerkschaft Bau und Industrie (GBI, heute Teil der Grossgewerkschaft Unia) und war dort von 1996 bis 1999 Mitglied der nationalen Geschäftsleitung. 1999 gründete sie das Unternehmen «EQuality», ein Beratungsunternehmen für Organisationen und Unternehmen mit einem Fokus auf Geschlechterfragen, Personalführung und Produktentwicklung, das sie bis heute (Ende 2018) führt. Parallel dazu war sie von 2010 bis 2014 Geschäftsführerin von femdat.ch – das Frauen-Karriereportal.
Küng ist in Deutschland, Österreich und der Schweiz tätig und begleitete als Expertin die Einführung der Gender-Mainstreaming-Strategie, verabschiedet auf dem 4. UN-Weltfrauenkonferenz in Beijing. Am 25. Oktober 2018 wurde sie für «Verdienste im universitären Bereich sowie in der Gleichstellung und Antidiskriminierung» vom Bundesland Tirol mit dem Adler-Orden in Silber ausgezeichnet. Am 11. Juni 2021 erhielt sie vom Schweizerischen Anwaltsverband SAV als Erste den Emilie Kempin-Spyri Preis (Hauptpreis), als Person, "die sich in besonderem Masse um die Belange von Gleichstellung zwischen Frau und Mann in Beruf, Justiz, Politik und Gesellschaft verdient gemacht haben."

### Ehrenamtliches Engagement
Küng engagiert sich seit 1994 ehrenamtlich als Stiftungsrätin der Stiftung FRI – Schweizerisches Institut für feministische Rechtswissenschaft und Gender Law und im Vorstand des Vereins FRI. Sie ist seit 2001 Gründungs- und Vorstandsmitglied der Juristinnen Schweiz. Sie ist aktiv auf dem Labyrinthplatz Zürich. Als Co-Initiatorin gründete sie 2017 die «fem! feministische fakultät» und leitet die ganzjährigen feministischen Lehrgänge. Sie präsidiert den Verein CH2021, der die Feiern zu 50 Jahre Frauenwahlrecht in der Schweiz 2021 vorbereitet hat und durchführt.
Zita Küng hält regelmässig Vorlesungen und Vorträge, unter anderem an der Zürcher Fachhochschule und der Hochschule für Soziale Arbeit, Nordwestschweiz.

## Werke
- mit Doris Doblhofer: Gleichstellungsmanagement als Erfolgsfaktor – das Praxisbuch. Springer-Verlag, 2008, ISBN 978-3-540-75419-0.
- Praktische Organisationsanalyse. Strategien verstehen und gestalten – erkennen, was gespielt wird. Springer Science+Business Media Verlag, 2. Auflage 2015.